# Марина Цветајева
Марина Ивановна Цветајева (рус. Мари́на Ива́новна Цвета́ева; Москва, 8. октобар 1892 — Јелабуга, 31. август 1941) је била руска и совјетска лирска песникиња и писац. Бавила се темама женске сексуалности и емоција. У своме делу је комбиновала супротстављене школе акмеизма и симболизма. Студије је завршила на познатом француском универзитету Сорбона.

## Биографија

### Детињство и младост
Марина Цветајева рођена је 26. септембра (8. октобра) 1892. године у Москви. Цветајева је славила свој рођендан 9. октобра, повезујући га са празником апостола Јована по православном календару, што је такође напоменула у неколико својих дела. 
Њен отац, Иван Владимирович Цветајев, био је професор на Московском универзитету, познати филолог и ликовни критичар, касније је постао директор музеја Румјанцев и оснивач Пушкиновог музеја ликовних уметности. Њена мајка, Марија Мејн (по пореклу - из русификоване пољско-немачке породице), била је пијанисткиња, ученица Николаја Рубинштајна. Марина је имала млађу сестру Анастасију, полубрата Андреја и сестру Валерију.
Цветајева је већ са шест година почела да пише стихове, и то не само на руском, већ и на француском и немачком језику. Огроман утицај на формирање њеног карактера имала је мајка која је сањала да своју ћерку види као музичарку. Од 1899. до 1902. године Цветајева је студирала у музичкој јавној школи В. Ј. Зограф-Плаксина у разреду клавира. Од оца је наследила љубав према древној митологији, која се касније одразила на њене песме.
Од 1901. до 1902. године похађала је Четврту гимназију. У јесен 1902. године, њена мајка је оболела од туберкулозе због чега су она и њена породица отпутовали на Италијанску ривијеру, живећи у Нерви код Ђенове. Од 1903. до 1904. године била је у француском женском интернату Лаказ у Лозани, а од 1904. до 1905. године у женском интернату Бринкман у Фрајбургу.
Крајем лета 1905. Цветајеви су се вратили у Русију. Марина је заједно са мајком и сестром Анастасијом живела у Јалти, где се припремала за упис у гимназију. У лето 1906. И. В. Цветајев преселио их је у Тарусу, где је 5. јула преминула М. А. Цветајева. 
У септембру 1906. године, Цветајева је уписала четврти разред женске гимназије под именом В. П. вон Дервиз, из кога је шест месеци касније протерана због слободоумног размишљања и дрскости. Није се задржала ни у Алферовој гимназији. У септембру 1908. године уписала је шести разред женске гимназије М. Т. Брјухоненко, а дипломирала је две године касније.
У лето 1909. године, Цветајева је отишла на своје прво самостално путовање у иностранство. У Паризу је уписала летњи универзитетски курс  старофранцуске књижевности.

### Почетак стваралаштва
У јесен 1909. године, Цветајева је присуствовала предавањима и састанцима клубова у издавачкој кући Мусагет, московских симболиста, годину дана касније присуствовала је састанцима круга Млади Мусагет, што је увелике проширило круг њених књижевних познанстава. 
У септембру - октобру 1910. године, Цветајева је на свој рачун у штампарији А. И. Мамонтова штампала прву збирку песама «Вечерњи албум», која је углавном обухватала њен школски рад. Збирка је посвећена успомени на Марију Башкирцеву која наглашава њен изглед дневника. Њен рад је привукао пажњу познатих песника:  Валерија Брјусова, Максимилијана Волошина и Николаја Гумиљева. Током зиме 1910/1911. Цветајева је написала свој први критички чланак, «Чаролија у Брјусовим песмама ».
Крајем 1910. године, Цветајева се састала у Москви са песником и књижевним критичарем Максимилијаном Волошином. Следеће године она посећује чувену Волошинову „Кућу песника“ на Криму. На истом месту, у Коктебељу, маја 1911. године, Цветајева је упознала Сергеја Ефрона, а 29. јануара 1912. венчали су се у цркви Христовог рођења у Москви. У септембру исте године Марина и Сергеј су добили кћерку Аријадну. У наредним годинама, све до  револуције, породица је више пута проводила лета на Криму код Волошинове даче. Касније, у изгнанству, Цветајева је изјавила да је то био најсрећнији период у њеном животу: «Коктебељ 1911. година — је најсрећнија година мог живота, ниједан руски сјај не може засенити тај сјај“, „Коктебељ и чешка села су места моје душе ».
У фебруару 1912. године објављена је друга збирка Цветајева, "Чаробна лампа". У марту 1913. године објављена је трећа - „Из две књиге“.
Октобра 1914. године, Цветајева је упознала песникињу и преводитељку Софију Парнок. Њихова романтична веза трајала је до 1916. године.. Цветајева је посветила Парноковој циклус песама «Девојка». Цветајева и Парнокова раскинуле су 1916. године, а Марина се вратила супругу Сергеју Ефрону. Описала је односе са Парноковом као "прву катастрофу у њеном животу". 
У лето 1916. године Цветајева је стигла у град Александров, где је живела њена сестра Анастасија Цветајева са супругом Маурицијом Минцом и сином Андрејем. Стваралаштво Цветајеве у Александрову („Ахматова“, „Стихови о Москви“ и друго), познато је као „Александрово лето Марине Цветајеве“.

### Грађански рат (1917—1922)
Цветајева је 1917. године родила ћерку Ирину, која је након 3 године умрла у склоништу у Кунцеву од глади. Године грађанског рата су биле за Цветајеву веома тешке. Од 1918. године, Сергеј Ефрон служио је у редовима Добровољачке војске на југу Русије. Цветајева је живела у Москви, у Борисоглебској улици, од новембра 1918. службовала је у одељењу за информације Комесаријата за националности (Наркомнатс), априла 1919. - у Централном одбору за бригу о затвореницима и избеглицама (Центерпленбеж), новембра 1920. - у позоришном одељењу Народног комесаријата за образовање. Током ових година написала је низ песама «Стан лабуда», прожет симпатијом према белом покрету. У годинама 1918-1920. Цветајева пише романтичне представе, поеме «Јегорушка», «Цар -девојка», «На црвеном коњу».
Од јануара 1921. године, Цветајева је редовно похађала књижевне вечери Сверуске уније песника и састанке Никитинског суботњика и читала своја нова дела. У марту 1921. године, Цветајева је започела дуго пријатељство са принцом Сергејем Волконским. Ефрон је тада већ био у Прагу, где је студирао на Карловом универзитету. Тамо га је срео И. Еренбург, који је био на пословном путовању у иностранству, и пренео му писмо од Цветајеве. У јулу је Цветајева, такође преко Еренбурга, примила прво писмо након 3 и по године од свог супруга. Крајем године почела је да се припрема за одлазак из Русије: преписивала је рукописе, стављала у ред архиву, делила и продавала ствари.
Почетком 1922. у Москви је објављена збирка «Врста», топло прихваћена од стране читалаца и критичара, а у Берлину је објављена збирка «Одвајање» са потпуном верзијом песме «На црвеном коњу».

### Емиграција (1922—1939)
Цветајева је 11. маја 1922. година са ћерком напустила Москву и отпутовала за Ригу, одакле су возом отпутовале за Берлин. Након краћег боравка у Берлину, живела је на периферији Прага три године. У Чешкој је написала познате поеме «Песма гори» и «Песма о крају», посвећене љубавнику Константину Родзевичу. У 1925. години, након рођења сина Георгија, породица се преселила у Париз. Тамо је на Цветајеву увелико утицала атмосфера која се развијала око ње због активности њеног супруга. Ефрон је оптужен да га је врбовао НКВД и учествовао у завери против Љова Седова, сина Троцког.
У мају 1926. године, на иницијативу Бориса Пастернака Цветајева је почела преписку са аустријским песником Рајнером Маријом Рилкеом, који је у том периоду живео у Швајцарској. Та се преписка завршава крајем исте године смрћу Рилкеа. У овом периоду, Цветајева је учествовала у објављивању часописа "Врста" (Париз, 1926-1928) у коме су објављене неке од њених композиција («Песма гори», драма «Тезеј», поеме «С мора» и «Нова година» у знак сећања на Рилкеа).
Током времена проведеног у егзилу, преписка Цветајеве са Борисом Пастернаком није престајала.
Већина Цветајевих дела насталих у егзилу остало је необјављено. У 1928. години у Паризу је објављена последња животна збирка песникиње — «После Русије», која је обухватала песме из периода 1922-1925. године. Касније Цветајева о томе пише овако: « Мој неуспех у емиграцији је што нисам емигрант у души, то јест по ваздуху и домету сам— тамо, туда, отуда…»
У 1930. години написала је циклус песама «Мајаковском» (до смрти Владимира Мајаковског), чије је самоубиство веома погодило Цветајеву.
За разлику од песама које нису примиле признање у иностраном окружењу, њена проза је уживала у успеху, који је заузимао главно место у њеном делу 1930-их („Емиграција ме чини прозним писцем ...“). У то време објављени су  «Мој Пушкин» (1937), «Мајка и музика» (1935), «Дом у Старого Пимена» (1934), «Прича о Соњечки» (1938), мемоари о Максимилијану Волошину («Живи о живом», 1933), Михаилу Кузмину, Андрее Белом («Дух који плени», 1934) и др.
Од 1930-их, Цветајева и њена породица живели су готово у сиромаштву. Финансијски јој је мало помагала Салома Андроникова.
Цветајева је изјавила: "Нико не може замислити сиромаштво у којем живимо. Мој једини приход је од онога што пишем. Мој муж је болестан и не може да ради. Моја ћерка грош зарађује везењем. Имам сина, он има осам година. Нас четворо живимо од овог новца. Другим речима, полако умиремо од глади."
Живећи у Паризу, Цветајева је осећала акутну носталгију за Русијом, што се одразило у њеним песмама.
Аријадна је 15. марта 1937. године отпутовала у Москву. Она се прва из породице вратила у своју домовину.. Ефрон је 10. октобра исте године, побегао из Француске, умешан у политички атентат..

### Повратак у СССР (1939—1941)
Цветајева се 1939. године вратила у СССР након што су њен супруг и ћерка живели на дачи НКВД-а у Бољшеву (сада Меморијална кућа-музеј М. И. Цветајева у Бољшеву), били су комшије са брачним паром Клепинин. Дана 27. августа ухапшена је ћерка Аријадна, 10. октобра – Ефрон који је 16. октобра 1941. године стрељан у Лубјанки. Аријадна је, након петнаест година затвора и прогонства, рехабилитована 1955. године.
У овом периоду, Цветајева практично није писала стихове, зарађивала је мало новца превођењем.
Рат је задесио Цветајеву док је преводила за Федерика Гарсију Лорку. Рад је прекинут 8. августа, Цветајева и њен син укрцали су се на брод за евакуацију. Дана 18. августа је стигла са неколико писаца у град Јелабуга на Ками. У Чистопољу, где су били углавном евакуисани писци, Цветајева је добила сагласност да се региструју и оставила изјаву: „Одбору Књижевног фонда. Молим вас прихватите ме да радим као перач судова у отвореној кантини Књижевног фонда. 26. августа 1941. Она се 28. августа вратила у Јелабугу са намером да се пресели у Чистопољ.

### Самоубиство и мистерија гроба
Цветајева је 31. августа 1941. године извршила самоубиство (обесила се) у кући Бродељшчикових, где је заједно са сином живела под киријом. Оставила је три белешке: онима који ће је сахранити (та белешка је касније постала позната под кодним именом "евакуисана"), Асејеву и сину. Оригинална белешка «евакуисана» није сачувана (полиција је запленила као доказ а потом је изгубљена), њен текст је познат из сећања Георгија Ефрона. 
Белешка сину:

Мурљига! Опрости ми, али више нисам могла. Озбиљно сам болесна, то више нисам ја. Волим те лудо. Схвати да више не могу да живим. Реци тати и Аријадни— ако их видиш — да сам х волела до последњег тренутка.

Белешка Асејеву:

Драги Николају Николајевичу! Поштоване сестре Сињаков! Замолила бих Вас да Мура поведете са собом у Чистопољ — и тамо га упишите на студије. Не могу ништа друго учинити за њега и само бих га упропастити. Имам 450 рубаља у торби и покушај да продаш све моје ствари. У сандуку је неколико рукописаних књига поезије и свежањ са прозним делима. Ја Вам их поверавам. Пазите на мог драгог Мура, он је врло крхког здравља. Волите га као сина заслужио је. А мени опростите. Нисам могла више да издржим. МЦ. Не напуштајте га. Била бих изузетно срећна да живи са Вама. Ако одете водите га са собом. Не напуштајте га!

Белешка «евакуисана»:

Драги другови! Не напуштајте Мура. Молим вас да га одведете у Чистопољ код Н. Н. Асејева. Парни чамци су застрашујући, молим вас да га не шаљете самог. Помозите му са својим пртљагом - спакујте га и однесите. У Чистопољу се надам продаји мојих ствари. Желим да Мур живи и студира. Са мном би пропао. Адр. Асејева је на коверти. Не сахрањујте живе! Проверите добро.

Марина Цветајева је сахрањена 2. септембра 1941. године года на Петропавловском гробљу у Јелабуги. Тачна локација њеног гроба није позната. На јужној страни гробља, крај каменог зида где се налази њено последње уточиште, 1960. године сестра песникиње, Анастасија Цветајева, „између четири непозната гроба из 1941. године“ поставила је крст са натписом „Марина Цветајева је сахрањена на овом делу гробља“. Године 1970. на овом месту је саграђен гранитни надгробни споменик.. Касније, кад је имала већ преко 90 година, Анастасија Цветајева је почела да тврди да се надгробни споменик налази на тачном месту сахране сестре и да су све сумње само нагађања. Од раних 2000-их локација гранитног надгробног споменика уоквиреног плочицама и висећим ланцима, одлуком Савеза писаца Татарстана назива се "службеним гробом М. И. Цветајеве". Изложба меморијалног комплекса М. И. Цветајеве у Јелабугу такође приказује мапу меморијалног гроба са Петропавловског гробља са две «верзије» гроба Цветајеве — према такозваној «чурбановској» верзији и «матвејевској» верзији. Међу књижевним научницима и локалним историчарима још увек нема ниједног доказног становишта по овом питању.

## Породица
1. Иван Владимирович (1847—1913) — отац
2. Први брак (1880—1890) — са Варваром Дмитријевном Иловајском (1858—1890), кћерком историчара Д. И. Иловајског. Деца из овог брака:
  1. Валерија Цветајева (1883—1966) — организатор, вођа и један од наставника Државних курсева о уметности покрета (1920-их - 1930-их, заснованих на ВКХУТЕМАС-у, Москва[23]
  2. Андреј Цветајев (1890—1933); В. Д. Иловајска умрла је неколико дана након рођења Андреја.[24]
3. Други брак (1891—1906) — са Маријом Мејн (1868—1906). Деца:
  1. Марина Цветајева + Сергеј Ефрон (1893—1941)
    1. Аријадна Сергејевна Ефрон (1912—1975) — кћерка.
    2. Ирина Сергејевна Ефрон (13.04.1917—15 (16?).02.1920) — кћерка (умрла од последица сиромаштва и глади у Кунцеву).
    3. Георгиј Ефрон («Мур») (01.02.1925—<?>.07.1944) — син (погинуо на фронту, према подацима ОБД «Меморијала», сахрањен је у масовној гробници у Браславу Витепска област, Белорусија)[25]. Његови дневници изашли (03.1940—08.1943)[26].

  2. Анастасија Цветајева (1894—1993) — руска списатељица.

Пошто ни кћерка Аријадна ни син Георгије нису имали деце, Марина Цветајева није имала директних потомака након Аријаднине смрти.

## Након смрти

### Кенотаф Цветајевој у Таруси
На високој обали ријеке Оке, у њеном вољеном граду Таруси, по вољи Цветајеве, постављен је камен (тарушки доломит) са натписом «Марина Цветајева би волела да почива овде». Камен је прво направљен напорима Семјона Островског 1962. године, али је потом споменик уклоњен „како би се избегли проблеми“, а касније је враћен у мирнија времена.

### Сахрана
Православље забрањује да се одржи опело самоубицама, али то може решити у посебном случају владајући епископ, а патријарх Алексије II дао је благослов да се опева Цветајева. Разлог је била молба патријарху од групе верника, укључујући сестру Анастасију Цветајеву и ђакона Андреја Курајева.
Опело је одржано на дан педесете годишњице смрти Марине Цветајеве у московској цркви Вазнесења Господњег.

### Цветајева у раду руских песника
Као што је приметила Лариса Шестакова, Ана Ахматова је у својим песмама посвећеним Марина Цветајевој користила риме за име Марина, у смислу емоционалног и семантичког садржаја сличног онима у делима саме Цветајеве .
- Зоја Јашченко: «„Марина”. Архивирано из оригинала 23. 09. 2015. г.». За песму је компонована музика. У 1996. години на албуму групе «Бела гарда» «„Амулет”. Архивирано из оригинала 19. 08. 2014. г.» нашла се песма «Марина».

## Поетски језик
Марина Цветајева у свом раду користи тако необично за руски језик, знак апостроф:
Д’ну по́ доскам башкой лысой плясать!— Д’как притопнет о корабь каблучком:, in Д’ну сапо́жки лизать, лоснить, сосать!, Д’как брыкнёт его тут Дева-Царь по башке:, «Что за тля — да на моём сапожке?»

## Сећање

### Споменици
- Споменик у Борисоглебском предграђу у Москви у близини куће број 9, стр. 4, насупрот куће-музеја Цветајеве.
- Споменик "Сребрном веку" у Одеси. На скулптури су песникиње Марина Цветајева и Ана Ахматова. Откривен је у априлу 2013[32]
- Споменик Марини Цветајевој у граду Таруси на обали Оке. Откривен 8. октобра 2006. Аутори - архитекта Б. А. Месерер, вајар В. Б. Соскијев
- Споменик Марини Цветајевој, рад Зураба Церетелија, откривен је 16. јуна 2012. године, поводом 120. рођендана песникиње у Француској, у граду Сен-Жил-Круа-д-Ви
- Два метара високи бронзани споменик Марини Цветајевој, рад Зураба Церетелија,  откривен је у мају 2018. године, на 125. година од рођења песникиње, у московском округу Строгино у дворишту школе бр. 1619, која носи име песникиње од 1996. године.[33].

### Улице и станице метроа
- Улице у неколико градова Русије добиле су име по Цветајевој:  Корољову, Албакану, Липецку, Томску.
- У Кијеву се налази улица Марини Цветајевој, на којој се налазила трамвајска станица Цветајева, а станица метроа Цветајева тренутно је у фази израде.

### Астероид
- Поводом 90. рођендана песникиње, астрономи  Кримске астрофизичке опсерваторије Људмила Карачкина и Људмила Журављова назвали су  астероид њеним именом, који су открили 14. октобра 1982. године, (3511) Tsvetaeva[34].

### Музеји Цветајеве и њене породице
- Музеј породице Цветајевих у Таруси[35], на обали реке Оке споменик Марини Цветајевој, чији је аутор Борис Месерер.
- Музеј Марине Цветајеве у Москви[36]
- Меморијални музеј М. И. Цветајеве у Болшеву ( Корољов).
- Кућа-музеј породице Цветајев у Иванову.
- Књижевни и уметнички музеј Марине и Анастасије Цветајеве у Александрову у  Владимирској области.
- Књижевни и уметнички музеј М. Цветајева у Башкортостану.
- Меморијални комплекс Марине Цветајеве у Јелабуги.
- Музеј Марине и Анастазије Цветајеве у граду Феодосији.

### Документарни филмови
- "Смрт Марине Цветајеве" (1989, режија Сергеј Демин). Филм у коме учествују Анастасија Цветајева, књижевне критичарке М. И. Белкина и Вероника Лоскака.
- "Доћи ће ред" (1990, Лентефилм, режија Л. Цуцулковски). Филм о Марини Цветајевој у којем учествују Анастасија Цветајева и књижевни критичар М. И. Белкина.
- "Јесен. Таруса. Цветајева ... " (1990, главни уредници програма за децу ЦГ). Ана Сакијанц, књижевна критичарка и специјалиста за дело Марине Цветајеве, учествује у филму..
- "Не сахрањујте живе! .. " (1992, ауторка и редитељка Валентина Проскурина). Ана Сакијанц, књижевна критичарка и специјалиста за дело Марине Цветајеве, учествује у филму.
- Татјана Малова "Марина Цветајева. Роман њене душе " (2002)[тражи се извор]).
- Андреја Осипова "Страст према Марини", 2004. година, добио је награду «Златни витез», награду «Ника» за најбољи документарац у 2004. години.
- Телевизија "Историјске хронике": 1972. година — Марина Цветајева (74. епизода серије)
- Олга Нифонтова "Инспиративна Марина" из 2008. године.
- "Паришка елегија: Марина Цветајева"[мртва веза] (2009, «СМ-Филм», ауторка и режисерка Александра Свинина). У филму учествује књижевна критичарка Вероника Лоскаја..
- У телевизијском циклусу "Острва" (тв канал „Култура“): „Марина Цветајева. Последњи дневник ”(2012, др Андреј Судзиловски).
- "Марина Цветајева. Предсказање" (2012, реж. Сергеј Браверман, аутор и водитељ Сергеј Медведев).

### Играни филмови
- "Шарм зла" (2005), редитељ М. Козаков. Филм говори о животу руске емиграције у Паризу раних 30-их година 20-ог века. Филм приказује живот Марина Цветајева у Паризу, приказује сарадњу Сергеја Ефрона са органима ОГПУ-а и његов повратак у СССР. У улози Марина Цветајева била је Галина Тјунина.
- "Месец у зениту" (2007), руски четвероделни филм Дмитрија Томашполског, заснован на недовршеној представи Ане Ахматове

"Пролог, или сан у сну". У улози Марине Цветајеве била је Наталија Фисон.
- "Мајаковски. Два дана" (2011. година), редитељи Дмитриј Томашполски, Елена Демјаненко. У улози Марине Цветајеве била је Наталија Фисон.
- "Огледала" (2013), режија Марина Мигунова. Филм покрива догађаје из живота Марина Цветајева у младости, током година емиграције, повратка у стаљинистичку Русију. У улози Марина Цветајева била је Викторија Исакова.

### Пројекат «Зид песама»
У 1992. години поезија „Моје песме“ Марина Цветајева написана је на зиду једне зграде у центру Лајдена (Холандија), започела је културни пројекат «Зид песама». Занимљиво да је последња, 101. песма исписана на зидовима, била песма Федерика Гарсије Лорке, чије је песме преводила Цветајева радила последњих дана свог живота.

## Додатне информације
- Шест месеци након бурне романтике са Константином Родзевичем, Марина Цветајева не само да је помогла својој невести да одабере венчаницу, већ је представила и сопствену руком написану "Песму о планини", пуну страсти и неземаљске љубави према свом примаоцу - Константину Родзевичу, који није волео и није разумео њене песме[38].
- Након почетка Другог светског рата, Марина Цветајева је кренула да се евакуише у град Јелабугу, у Татарстану. Борис Пастернак јој је помогао да се спакује. Донео је конопац за завијање кофера и, уверавајући је о његовој јачини, нашалио се: "Каноп ће све издржати, чак и да обеси." Након тога, речено му је да се Цветајева у Јелабуги обесила тим конопцем (према сведочењу Марка Слонима, према К. Г. Паустовском))[39].

## Дела

### Збирке стихова
- 1910 — Вечерњи албум (Вечерний альбом)
- 1912 — Чаробна лампа (Волшебный фонарь)
- 1913 — (Из двух книг)
- Младалачки стихови (Юношеские стихи), 1913—1915.
- 1922 — Стихови Блоку (Стихи к Блоку) (1916—1921)
- 1922 - Казановин крај (Конец Казановы)
- 1920 - Цар-девојка (Царь-девица)
- 1921 - (Вёрсты)
- 1921 - Стан лабуда (Лебединый стан)
- 1922 - Одвајање (Разлука)
- 1923 - Занат (Ремесло)
- 1923 - (Психея. Романтика)
- 1924 - (Молодец)
- 1928 - После Русије
- зборник 1940. (сборник 1940 года)

### Драме
- Жандар херц (Червонный валет) <1918>
- Метеж (Метель) (1918)
- Фортуна (Фортуна) (1918)
- Авантура (Приключение) (1918-19)
- Комад о Мери (Пьеса о Мэри) <1919> (незавршена)
- Камени анђео (Каменный Ангел) (1919)
- Феникс (Феникс) (1919)
- Аријадна (Ариадна) (1924)
- Федра (Федра) (1927)

### Есејистичка проза
- Живи о живом (Живое о живом)
- Дух који плени (Пленный дух)
- Мој Пушкин (Мой Пушкин)
- Пушкин и Пугачов (Пушкин и Пугачёв)
- «Искусство при свете совести»
- Песник и време (Поэт и время)
- Епос и лирика савремене Русије
- сећања на Андреја Белог, Валерија Брјусова, Максимилијана Волошина, Бориса Пастернака и др.
- Мемоари (Мемуары)
- Мајка и музика (Мать и музыка)
- Мајчина бајка (Сказка матери)
- Историја једне посвећености (История одного посвящения)
- «Дом у Старого Пимена»
- Прича о Соњечки (Повесть о Сонечке)